# Crotalaria limosa
Crotalaria limosa är en ärtväxtart som beskrevs av Roger Marcus Polhill. Crotalaria limosa ingår i släktet sunnhampor, och familjen ärtväxter. IUCN kategoriserar arten globalt som otillräckligt studerad. Inga underarter finns listade i Catalogue of Life.